# سواوی تدو
سواوی تدو (انگلیسی: Suavi Tedü؛ ۲۲ فوریه ۱۹۱۵ – ۲۶ مارس ۱۹۵۹) بازیگر اهل ترکیه بود.